# Reprezentacja Uzbekistanu w piłce nożnej mężczyzn
Reprezentacja Uzbekistanu w piłce nożnej pierwszy mecz na arenie międzynarodowej rozegrała po upadku Związku Radzieckiego, w czerwcu 1992 roku. Dwa lata później została przyjęta do FIFA i AFC.
Przez wiele lat w okresie istnienia ZSRR reprezentantem uzbeckiego futbolu był klub Paxtakor Taszkent występujący w radzieckiej Wyższej Lidze. Jego największym sukcesem był finał Pucharu ZSRR w sezonie 1967–1968. Po uzyskaniu niepodległości przez Uzbekistan drużyna Pachtakoru stała się czołową ekipą krajowej Oliy Ligi.
Reprezentacja Uzbekistanu trzykrotnie brała udział w eliminacjach do mistrzostw świata, ale wszystkie próby zakończyły się niepowodzeniem. Awans do Mundialu 2006 przegrała dopiero po barażach wewnątrzazjatyckich z Bahrajnem. Największe sukcesy międzynarodowe drużyna Uzbekistanu odniosła w rozgrywkach kontynentalnych. W 1994 roku piłkarze uzbeccy sięgnęli po zwycięstwo w Igrzyskach azjatyckich wygrywając 4:2 finałowe spotkanie z Chinami. Największym sukcesem w Mistrzostwach Azji Pucharu Azji jest 4 miejsce podczas turnieju w Katarze w 2011 roku (porażki w 1/2 finału z Australią 0:6 i w meczu o 3 miejsce z Koreą Pd 2:3).
Za największą gwiazdę reprezentacji do niedawna uchodził napastnik Mirjalol Qosimov, ale w 2005 roku zakończył piłkarską karierę. Na jego następcę szykowany był Ilyos Zeytullayev terminujący w klubach włoskich. Najbardziej znanym piłkarzem obecnej kadry jest zawodnik Dynama Kijów Maksim Shatskix.
Od stycznia do sierpnia 2006 roku trenerem kadry był Rosjanin Walery Niepomniaszczyj, który w 1990 roku doprowadził do ćwierćfinału mistrzostw świata reprezentację Kamerunu. Jego następcą został Uzbek Rauf Inileyev. W 2012 roku trenerem został ponownie Mirjalol Qosimov. Od 2018 roku selekcjonererm jest Héctor Cúper.

## Kwalifikacje do Mistrzostw Świata 2018
Uzbekistan grał w eliminacjach do Mistrzostw Świata 2018, nie uzyskując awansu.

### Grupa 1
| Lp. | Drużyna          | Pkt | M  | W | R | P | Br+ | Br- | +/- |
| --- | ---------------- | --- | -- | - | - | - | --- | --- | --- |
| 1.  | Iran             | 22  | 10 | 6 | 4 | 0 | 10  | 2   | +8  |
| 2.  | Korea Południowa | 15  | 10 | 4 | 3 | 3 | 11  | 10  | +1  |
| 3.  | Syria            | 13  | 10 | 3 | 4 | 3 | 9   | 8   | +1  |
| 4.  | Uzbekistan       | 13  | 10 | 4 | 1 | 5 | 6   | 7   | -1  |
| 5.  | Chiny            | 12  | 10 | 3 | 3 | 4 | 8   | 10  | -2  |
| 6.  | Katar            | 7   | 10 | 2 | 1 | 7 | 8   | 15  | -7  |

## Kwalifikacje do Mistrzostw Świata 2014
W tej rundzie wezmą udział zespoły z pierwszych dwóch miejsc z każdej grupy trzeciej rundy. Do turnieju głównego mistrzostw świata awansują dwa pierwsze zespoły z każdej grupy. Zespoły z trzecich miejsc wezmą udział w barażach między sobą (mecze u siebie i na wyjeździe). Zwycięzca zagra w barażach interkontynentalnych, a zwycięzca tych baraży pojedzie do Brazylii.

### Grupa A
| Miejsce | Drużyna          | Mecze | Punkty | Zwyc. | Rem. | Por. | Bramki |
| ------- | ---------------- | ----- | ------ | ----- | ---- | ---- | ------ |
| 1       | Iran             | 8     | 16     | 5     | 1    | 2    | 8-2    |
| 2       | Korea Południowa | 8     | 14     | 4     | 2    | 2    | 13-7   |
| 3       | Uzbekistan       | 8     | 14     | 4     | 2    | 2    | 11-6   |
| 4       | Katar            | 8     | 7      | 2     | 1    | 5    | 5-13   |
| 5       | Liban            | 8     | 5      | 1     | 2    | 5    | 3-12   |

### Mecze
Czas:CEST
| 6 września 2013 18:00 | Jordania · Al Laham 30' | 1:1(1:1)Raport | Uzbekistan · 35' Djeparov | Amman International Stadium, Amman Widzów: 16,8 tys. Sędzia: Yūichi Nishimura |
|                       |                         |                |                           |                                                                               |

| 10 września 2013 16:00 | Uzbekistan · Ismailov 5' | 1:1(1:1) | Jordania · 42' Al Murjan | Stadion Bunyodkor, Taszkent Widzów: 25,6 tys. Sędzia: Benjamin Williams |
|                        |                          |          |                          |                                                                         |

Uzbekistan odpadł po rzutach karnych 9:8.

## Udział w międzynarodowych turniejach

### Mistrzostwa świata
| 1930 | Nie brała udziału, była częścią ZSRR | Nie brała udziału, była częścią ZSRR |
| 1934 | Nie brała udziału, była częścią ZSRR | Nie brała udziału, była częścią ZSRR |
| 1938 | Nie brała udziału, była częścią ZSRR | Nie brała udziału, była częścią ZSRR |
| 1950 | Nie brała udziału, była częścią ZSRR | Nie brała udziału, była częścią ZSRR |
| 1954 | Nie brała udziału, była częścią ZSRR | Nie brała udziału, była częścią ZSRR |
| 1958 | Nie brała udziału, była częścią ZSRR | Nie brała udziału, była częścią ZSRR |
| 1962 | Nie brała udziału, była częścią ZSRR | Nie brała udziału, była częścią ZSRR |
| 1966 | Nie brała udziału, była częścią ZSRR | Nie brała udziału, była częścią ZSRR |
| 1970 | Nie brała udziału, była częścią ZSRR | Nie brała udziału, była częścią ZSRR |
| 1974 | Nie brała udziału, była częścią ZSRR | Nie brała udziału, była częścią ZSRR |
| 1978 | Nie brała udziału, była częścią ZSRR | Nie brała udziału, była częścią ZSRR |
| 1982 | Nie brała udziału, była częścią ZSRR | Nie brała udziału, była częścią ZSRR |
| 1986 | Nie brała udziału, była częścią ZSRR | Nie brała udziału, była częścią ZSRR |
| 1990 | Nie brała udziału, była częścią ZSRR | Nie brała udziału, była częścią ZSRR |
| 1994 | Nie zakwalifikowała się              | Nie zakwalifikowała się              |
| 1998 | Nie zakwalifikowała się              | Nie zakwalifikowała się              |
| 2002 | Nie zakwalifikowała się              | Nie zakwalifikowała się              |
| 2006 | Nie zakwalifikowała się              | Nie zakwalifikowała się              |
| 2010 | Nie zakwalifikowała się              | Nie zakwalifikowała się              |
| 2014 | Nie zakwalifikowała się              | Nie zakwalifikowała się              |
| 2018 | Nie zakwalifikowała się              | Nie zakwalifikowała się              |
| 2022 | Nie zakwalifikowała się              | Nie zakwalifikowała się              |
| 2026 | Awans                                |                                      |

| Udział w Pucharze Azji | Udział w Pucharze Azji               | Udział w Pucharze Azji               |
| Rok                    | Kwalifikacje                         | Wynik                                |
| ---------------------- | ------------------------------------ | ------------------------------------ |
| 1956                   | Nie brała udziału, była częścią ZSRR | Nie brała udziału, była częścią ZSRR |
| 1960                   | Nie brała udziału, była częścią ZSRR | Nie brała udziału, była częścią ZSRR |
| 1964                   | Nie brała udziału, była częścią ZSRR | Nie brała udziału, była częścią ZSRR |
| 1968                   | Nie brała udziału, była częścią ZSRR | Nie brała udziału, była częścią ZSRR |
| 1972                   | Nie brała udziału, była częścią ZSRR | Nie brała udziału, była częścią ZSRR |
| 1976                   | Nie brała udziału, była częścią ZSRR | Nie brała udziału, była częścią ZSRR |
| 1980                   | Nie brała udziału, była częścią ZSRR | Nie brała udziału, była częścią ZSRR |
| 1984                   | Nie brała udziału, była częścią ZSRR | Nie brała udziału, była częścią ZSRR |
| 1988                   | Nie brała udziału, była częścią ZSRR | Nie brała udziału, była częścią ZSRR |
| 1992                   | Nie brała udziału, była częścią ZSRR | Nie brała udziału, była częścią ZSRR |
| 1996                   | Awans                                | Faza grupowa                         |
| 2000                   | Awans                                | Faza grupowa                         |
| 2004                   | Awans                                | Ćwierćfinał                          |
| 2007                   | Awans                                | Ćwierćfinał                          |
| 2011                   | Awans                                | IV miejsce                           |
| 2015                   | Awans                                | Ćwierćfinał                          |
| 2019                   | Awans                                | 1/8 finału                           |
| 2023                   | Awans                                | Ćwierćfinał                          |

## Rekordziści
Stan na 1 lutego 2019 roku.
| #  | Nazwisko          | Lata gry w kadrze | Mecze |
| -- | ----------------- | ----------------- | ----- |
| 1  | Server Jeparov    | 2002–2017         | 126   |
| 2  | Timur Kapadze     | 2002–2015         | 119   |
| 3  | Ignatiy Nesterov  | od 2002           | 106   |
| 4  | Aleksandr Geynrix | 2002–2017         | 98    |
| 5  | Anzur Ismailov    | od 2007           | 95    |
| 6  | Odil Ahmedov      | od 2007           | 93    |
| 7  | Aziz Haydarov     | od 2007           | 85    |
| 8  | Vitaliy Denisov   | od 2006           | 72    |
| 9  | Mirjalol Qosimov  | 1992–2005         | 66    |
| 10 | Nikolay Shirshov  | 1996–2005         | 64    |

| #  | Nazwisko          | Lata gry w kadrze | Mecze (Gole) |
| -- | ----------------- | ----------------- | ------------ |
| 1  | Maksim Shatskix   | 1999–2014         | 61 (34)      |
| 2  | Aleksandr Geynrix | 2002–2017         | 98 (32)      |
| 3  | Mirjalol Qosimov  | 1992–2005         | 66 (30)      |
| 4  | Server Jeparov    | 2002–2017         | 126 (25)     |
| 5  | Igor Shkvirin     | 1992–2000         | 31 (20)      |
| 6  | Odil Ahmedov      | od 2007           | 93 (17)      |
| 7  | Jafar Irismetov   | 1997–2007         | 36 (15)      |
| 8  | Ulugʻbek Baqoyev  | 2001–2014         | 52 (14)      |
| 9  | Nikolay Shirshov  | 1996–2005         | 64 (13)      |
| 10 | Sardor Rashidov   | od 2013           | 47 (12)      |